# Гарен Коломб
Гарен Коломб (на френски: La Garenne-Colombes) е град в северна Франция, част от департамент О дьо Сен на региона Ил дьо Франс. Населението му е около 29 700 души (2015).
Разположен е на 39 метра надморска височина в Парижкия басейн, на левия бряг на река Сена и на 9 километра северозападно от центъра на Париж. Селището се споменава от 1240 година, но се обособява административно от съседния Коломб през 1910 година. Днес то е предградие на Париж с предимно административна и жилищна застройка.

## Известни личности
Родени в Гарен Коломб
- Стивън Нзонзи (р. 1988), футболист

Починали в Гарен Коломб
- Пиер Шенал (1904 – 1990), режисьор